# Mosquitera
|  | Aquest article tracta sobre la tela. Si cerqueu la pel·lícula de 2010, vegeu «La mosquitera (pel·lícula)». |

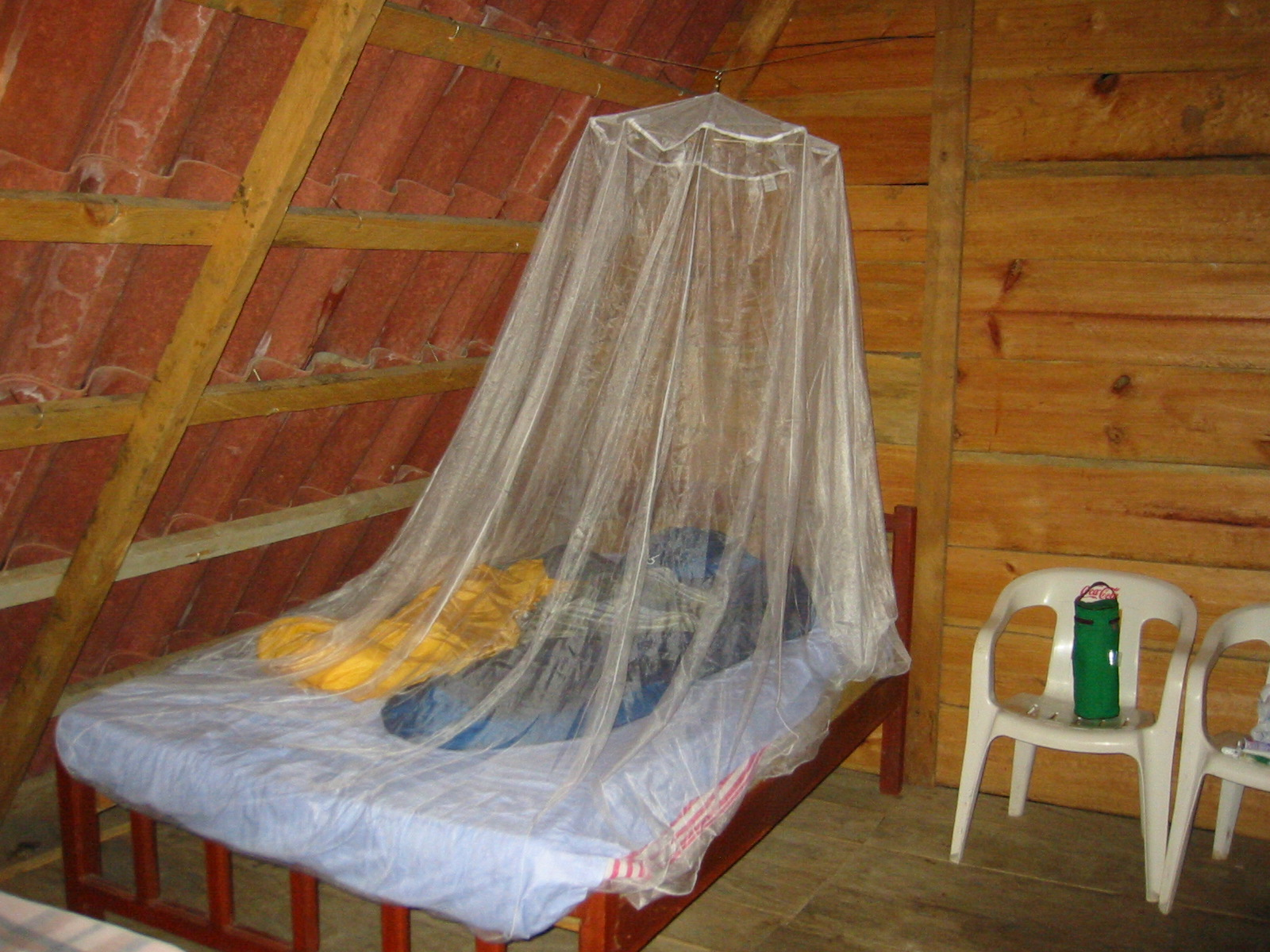
Una mosquitera

Una mosquitera és una malla, generalment feta de gasa, que proveeix protecció contra els mosquits hematòfags o altres insectes perillosos o molestos. La seva fina i transparent construcció preveu que molts insectes arribin a molestar la persona utilitzant el tendals. Els espais en la malla són prou petits per detenir aquests insectes, però sense arribar a obstruir el pas de l'aire de manera que l'usuari no s'asfixia. Existeixen teixits especials impregnats d'insecticides.
Sovint es veuen els tendals adjuntats als llits a regions on hi ha insectes perillosos. Això resulta molt beneficiós contra la malària i altres malalties transmeses per insectes. Així per exemple,l'incidència de malària baixa de 14 a 63% en nens que dormen sota mosquitera.
Malgrat la seva efectivitat, pot resultar inútil si hi ha forats que deixen entrar insectes. Irònicament, un podria ser picat molt més en el cas que això passi, ja que els insectes poden entrar fàcilment, però trobarien difícil sortir.